# ماریسا پاردس
ماریسا پارِدِس (به اسپانیایی: Marisa Paredes) (۳ آوریل ۱۹۴۶ – ۱۷ دسامبر ۲۰۲۴) بازیگر اهل اسپانیا بود. وی نخستین فیلمش را در سال ۱۹۶۰ میلادی بازی کرد؛ فیلمی به نام ۰۹۱، پلیس صحبت می‌کنه!. بعد از بازی در آن فیلم، پاردس به یک ستاره در اسپانیا تبدیل شد. وی در حدود ۷۳ فیلم و سریال تلویزیونی بازی کرد که از میان آن‌ها، می‌توان به دایه عزیز، مرثیه‌ای برای یک بیگانه، پترا، با وجود همه‌چیز، گویا، روایتی از تنهایی، خطوط ولینگتون، چهار ترانه آخر و صحبت از فرشتگان اشاره کرد.
در سال ۱۹۹۶ جایزهٔ بین‌المللی فیلم از طرف وزارت فرهنگ اسپانیا به وی اهدا شد.